# Det Dramatiske Selskab
Ej att förväxla med Det Dramatiske Selskab (Danmark)
Det Dramatiske Selskab är benämningen på flera norska amatörteatersällskap som grundades mellan 1780 och 1839. Tiden 1780-1830 är känd i den norska historien som de dramatiska sällskapens tid. 
Under 1700-talet fanns inga teatrar i Norge som kunde erbjuda skådespel, endast tillfälliga besök av omkringresande utländska teatersällskap. I enlighet med tidens mode grundades därför amatörteatrar; det första i Oslo år 1780, vilket följdes av övriga norska städer (Bergen 1794, Trondhjem 1802). Sällskapen var dock privata och uppträdde inte offentligt, och aktörerna var oftast medlemmar ur ortens societet.